# Stazione di Albino-Desenzano
Stazione di Albino-Desenzano 1967-ben bezárt vasútállomás Olaszországban, Lombardia régióban, Albino településen.

## Vasútvonalak
Az állomást az alábbi vasútvonalak érintették:
- della Valle Seriana-vasútvonal

## Kapcsolódó állomások
A vasútállomáshoz az alábbi állomások vannak a legközelebb:
- Nembro railway station (Stazione di Bergamo FVS)
- Cene railway station (Stazione di Clusone)